# DJ Rob
DJ Rob, pseudoniem van Rob Janssen (Oosterbeek, 23 december 1968), is een Nederlands hardcorehouse-dj.

## Loopbaan
Janssen was vanaf de opening in december 1989 een vaste dj in discotheek Parkzicht in Rotterdam. Daar werkte hij in de jaren 90 veel met Paul Elstak en op diens label bracht hij samen met MC Joe (Ludie Smitshoek) een eerste single uit, The Beat Is Flown. In december 1991 was hij medeorganisator van een van de eerste grote hardcorefeesten, De Houseparty Ahoy in de Maashal van Ahoy. Hij draait op vele feesten en organiseerde met Paul Elstak onder meer A Nightmare at the Park in Parkzicht en A Nightmare in Rotterdam in de Energiehal. In 1994 verliet hij Parkzicht om zelfstandig in binnen- en buitenland te draaien.
Met George Rüseler begon hij het hardcoreproject Rotterdam Terror Corps, dat verder bestond uit MC Raw, Petrov, DJ Distortion en The Reanimator (Patrick Moerland). Met het draaien van anti-Amsterdamse platen was hij deel van de oplopende rivaliteit in de jaren 90 tussen Amsterdam en Rotterdam in de hardcorescene vermengd met voetbalhooligans. DJ Rob staat op vele compilatiealbums en maakte veel remixen voor anderen. In 2000 verscheen het boek De Gabber Story: Het Verhaal van DJ Paul en DJ Rob van Paul van Gageldonk over Rob en Paul Elstak. In 2001 werd hij vaste dj in Club X in Tilburg. Hij is met Brad Grobler producent van het Duitse duo Dance Nation (de naam Double Nation werd gebruikt in sommige landen), dat verschillende keren in de hitlijsten kwam. Eind maart 2024 werd algemeen bekendgemaakt dat Rob, Smitshoek en Grobler achter het in 2002 uitgebrachte bekende Feyenoordnummer Super Feyenoord zaten onder de naam 'The Champ feat MC F. Rob'.